# Langatte
Langatte (deutsch Langd, 1940–44 Langen) ist eine französische Gemeinde mit 629 Einwohnern (Stand 1. Januar 2022) im Département Moselle in der Region Grand Est (bis 2015 Lothringen). Sie gehört zum Arrondissement Sarrebourg-Château-Salins und zum Kanton Sarrebourg.

## Geografie
Langatte liegt etwa sieben Kilometer nordwestlich von Sarrebourg in einer Hügellandschaft auf einer Höhe zwischen 256 und 307 m über dem Meeresspiegel. Zum 12,97 km² großen Gemeindegebiet gehört auch der nordöstliche Teil des Stockweihers, der vom Landbach durchströmt wird.

## Geschichte
Der Ort wurde 1142 erstmals als Languater („Langwasser“) erwähnt. Das Dorf kam 1661 zu Frankreich.

### Bevölkerungsentwicklung
| Jahr      | 1962 | 1968 | 1975 | 1982 | 1990 | 1999 | 2007 | 2011 | 2019 |
| Einwohner | 411  | 379  | 349  | 379  | 368  | 426  | 475  | 558  | 577  |

## Sehenswürdigkeiten

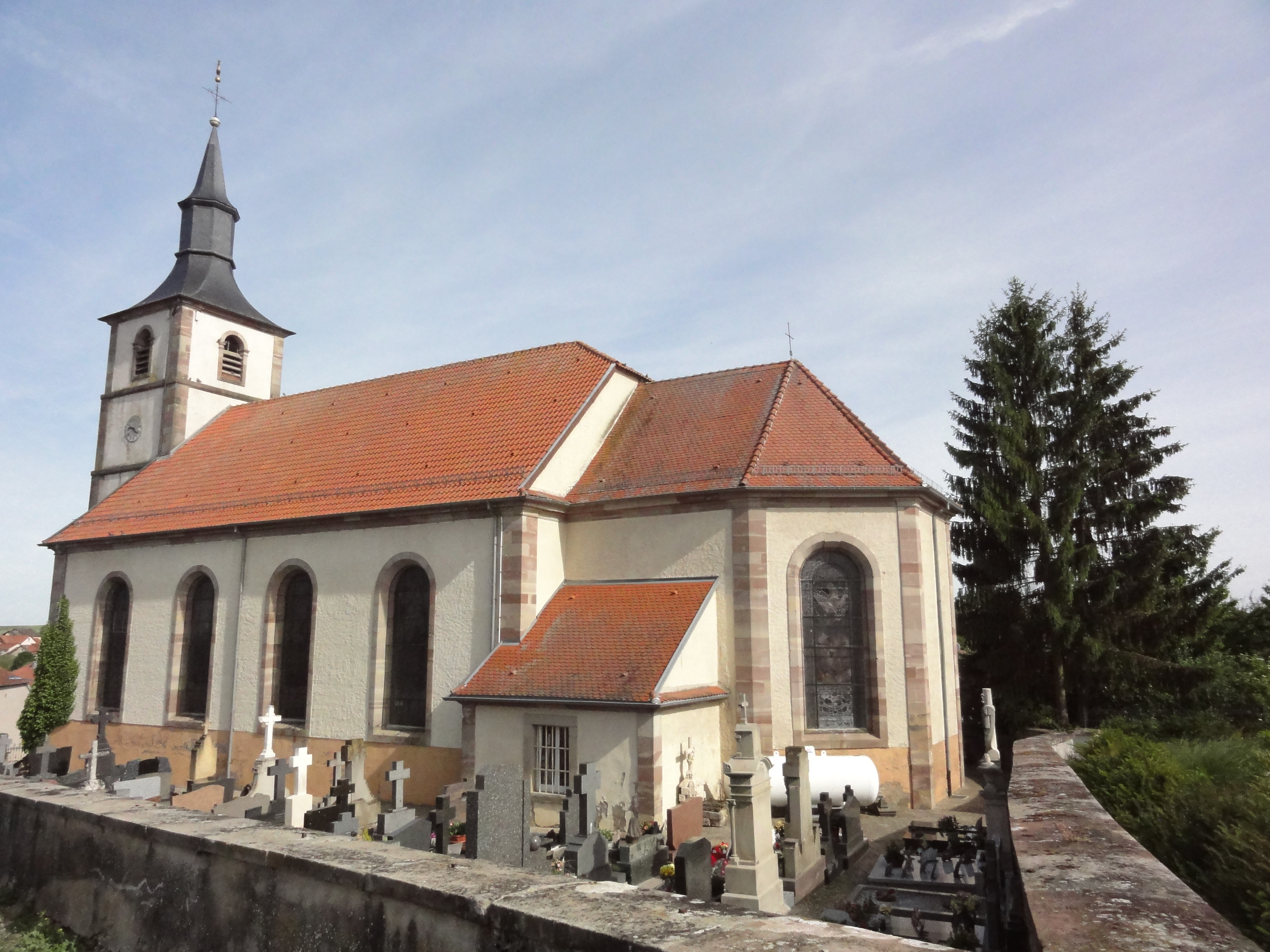
Kirche Saint-Michel

- Kirche Saint-Michel

## Wirtschaft und Infrastruktur
Langatte hat sich in den letzten Jahren zu einem beliebten Ferienziel für Camper und Familien entwickelt.
Das in den 2010er Jahren eröffnete Centre Bien-être (Thermalbad) sowie die zahlreichen Blockhütten aller Komfortklassen auf dem Campingplatz am Etang du Stock unterstreichen diese Entwicklung.
Langatte erreicht man am besten über die meist vierstreifige N 4, die Straßburg über Nancy (N333) mit Paris verbindet.
Straßburg liegt etwa 75 Kilometer östlich, Nancy ungefähr 75 Kilometer westlich und Saarbrücken rund 75 Kilometer nördlich von Langatte.
Der nächste Bahnhof der französischen Bahn (SNCF) befindet sich in Sarrebourg, sieben Kilometer entfernt.
Der Saarkanal durchquert den Etang du Stock und mündet etwa 15 Kilometer südlich in den Rhein-Marne-Kanal. Der Saarkanal ist heute nicht mehr von wirtschaftlicher Bedeutung, trägt aber zur touristischen Belebung dieser Region ebenfalls bei und ist insbesondere für Radtouristen und Bootsurlauber sehr interessant.